# Antônio Cícero Correia Lima
Antônio Cícero Correia Lima   (Rio de Janeiro, 6 d'octubre de 1945 - Zúric, 23 d'octubre de 2024) va ser un compositor, poeta, crític literari i filòsof brasiler.

## Biografia
Va escriure poesia i llibres filosòfics, a més de tenir una carrera prolífica com a lletrista, component cançons per a artistes com Marina Lima (la seva germana), João Bosco, Waly Salomão, Adriana Calcanhotto, Ritchie i Lulu Santos.
A l'agost de 2017, va ser nomenat membre de l'Acadèmia Brasilera de Lletres, assumint el càrrec al març de 2018.
L'octubre de 2024 va morir a causa de l'eutanàsia, després de ser diagnosticat d'alzheimer. Per poder-ho dur a terme, es va traslladar a Suïssa, doncs al Brasil l'eutanàsia estava prohibida.